# بازتولید اجتماعی
نظریهٔ بازتولید اجتماعی ریشه در تفکرات «ساموئل بولز و هربرت جینتیس» دارد. آن‌ها از متفکرانی هستند که در دوران معاصر برای تحلیل نظام‌های آموزشی، قبل از هر چیز به ویژگی نیروها و روابط اجتماعی تولید توجه کرده‌اند. بخش عمدهٔ کار آن‌ها در جهت اثبات این نکته بود که نظام آموزشی، عنصری اساسی در بازتولیدتقسیم کار به‌شمار رفته و این امر در نهایت بیانگر تفوق و برتری طبقهٔ سرمایه داری است. پیوند سه نهاد خانواده، کار و مدرسه چارچوبی اساسی برای نظریهٔ آن‌ها فراهم می‌سازد.
آنها نابرابری آموزشی را بخشی از تار و پود جامعه سرمایه‌داری دانسته و معتقند که ساختار سلسله مراتبی ارزش‌ها، هنجارها و مهارت‌هایی که در عرصه کار وجود دارد، همان سلسله مراتب و روابظ موجود در کلاس است. به عبارت دیگر، مدرسه نهادی است که نابرابری‌های موجود بین طبقات اجتماعی را باز تولید کرده و مشروعیت می‌بخشد. کتاب معروف آن‌ها "آموزش مدرسه‌ای نهادی در جامعه سرمایه داری آمریکا"(۱۹۷۶) نام دارد که مملو از جدول، نمودار و استدلال‌های مبتنی بر شواهد تجربی است.